# Poliartritis
Una poliartritis és la inflamació simultània de més de tres articulacions. Moltes poliartritis es presenten en les seves primeres fases com una artritis d'una sola articulació.
La poliartritis pot seguir diferents patrons de creixement:
- Additiu: L'afectació d'una articulació s'afegeix a altres articulacions inflamades anteriorment.
- Migratori: Aparició d'una articulació inflamada després de la remissió completa de la inflamació d'una altra.
- Palindròmic: Atacs repetits que desapareixen sense seqüeles, amb certa periodicitat. En pren el nom el reumatisme palindròmic.

Les malalties que més freqüentment provoquen una poliartritis són: gota, condrocalcinosi, artritis reumatoide, artritis psoriàsica, artritis infecciosa i malalties vasculars.